# シヴィスワチ川
シヴィスワチ川（シヴィスワチがわ、ベラルーシ語: Свíслач、ロシア語: Сви́слочь、英語: svislach River）は、ベラルーシを流れる川である。ベレジナ川の支流で、ドニエプル川水系に属する。総延長は327km、流域面積は5,160km2。ベラルーシの首都であるミンスクを流れる。
ベレジナ川との合流点付近の氾濫原の草地はハジロクロハラアジサシ、エリマキシギなどの渡り鳥の重要な中継地で、川にはコチョウザメも生息している。2015年にラムサール条約登録地となった。